# Pseudepione magnaria
Pseudepione magnaria là một loài bướm đêm trong họ Geometridae.